# إيساغوجي

مخطوط في شرح كتاب ايساغوجي للأبهري كتب في عام 1265هـ /1849م

إيساغوجي (باليونانية: Εἰσαγωγή)‏ هو عنوان الكتاب الذي وضعه فرفوريوس الصوري ليكون مدخلا للمقولات أو المنطق.
وكلمة إيساغوجي لفظة يونانية بمعني المدخل أو المقدمة، وتأتي بمعنى الكليات الخمس أيضًا.[محل شك]

## في التراث الشرقي
نقل الكتاب من اليونانية إلى السريانية في القرن السادس ميلادي.
بعدها نقل من السريانية إلى العربية من قبل أيوب بن قاسم الرقي وأبو عثمان الدمشقي. كما يقال أن ابن المقفع ترجمه أيضا. وشرحه كثيرون أمثال ابن زرعة وابن الخمار وغيرهم.
وأكثر المنطقيين العرب يضيفون كتاب إيساغوجي إلى كتب أرسطو المنطقية ويجعلونها ضمن المجموعة المسماة بالأورغانون.
كما أن عددا من الكتاب العرب كتبوا مقالات في المنطق تحت عنوان «إيساغوجي». أكثرها شهرة وتداولا هو المختصر المنسوب إلى أثير الدين الأبهري، وقد ذكر صاحب كشف الظنون عددا من الشروح والحواشي على هذا الكتاب.